# Pierre Gaveston
Pierre Gaveston (ou Pieres de Gabaston, ou encore Gavaston ; en anglais : Piers Gaveston), né vers 1283 et mort le 19 juin 1312, est un chevalier gascon de la cour d'Angleterre, favori du roi Édouard II. Adolescent, il fait fort bonne impression au roi Édouard Ier et est assigné à la suite de son fils et héritier Édouard de Carnarvon. La partialité du prince envers Gaveston est si démesurée que le roi doit envoyer le favori en exil au début de l'année 1307. Gaveston est pourtant rappelé quelques mois plus tard, après la mort du roi et l'avènement du prince sous le nom d'Édouard II. Édouard lui confère le titre de comte de Cornouailles et le marie à sa nièce Marguerite de Clare, sœur du puissant comte de Gloucester.
Les faveurs uniques accordées à Gaveston par le roi provoquent la colère de plusieurs membres de la noblesse, et en 1308, le roi est contraint de l'envoyer une nouvelle fois en exil. Pendant son absence, Gaveston sert en tant que Lord lieutenant d'Irlande. Édouard parvient à négocier un accord avec l'opposition et le favori fait son retour dès l'année suivante. Son comportement envers les principaux barons d'Angleterre devient de plus en plus offensif et, par les Ordonnances de 1311, il est décidé que Gaveston serait exilé une troisième fois et qu'il subirait la punition des hors-la-loi s'il osait revenir. Lors de son retour en 1312, il est pourchassé et exécuté par un groupe de barons conduits par les comtes de Lancastre et de Warwick.
Il a été affirmé par les chroniqueurs médiévaux qu'Édouard et Pierre Gaveston étaient amants, une rumeur qui sera renforcée par des portraits de fiction, comme la pièce Édouard II de Christopher Marlowe au XVIe siècle. Cette allégation a reçu le soutien de certains historiens modernes, tandis que d'autres en ont douté. Selon Pierre Chaplais, la relation entre les deux hommes était celle d'une fraternité adoptive, et Gaveston avait plutôt le rôle d'un adjoint officieux auprès d'un roi quelque peu réticent à exercer ses devoirs officiels. D'autres historiens, comme J. S. Hamilton, ont indiqué que la sexualité des deux hommes n'était pas au cœur des griefs de la noblesse, mais plutôt l'accès exclusif de Gaveston au patronage royal.

## Biographie

### Origines et famille
Pierre Gaveston (dans les documents anglais du XIVe siècle, il est le plus souvent nommé « Pieres de Gavaston ») est né en Gascogne, d'Arnaud de Gabaston et de Claramonde de Marsan, au sein d'une famille noble issue du petit village de Gabaston,, dans le Béarn. La sœur de Claramonde, Miramonde, ayant épousé un Pierre Caillau (ou Cailhau), de Bordeaux, il est possible que Pierre Gaveston ait tiré son prénom de cet oncle, puisque aucun Pierre n'apparaît dans les prénoms en usage à l'intérieur de la famille de Gabaston. Arnaud et Claramonde ont plusieurs enfants, parmi lesquels Arnaud-Guillaume et Gérard, dont on ne sait quasiment rien, et au moins deux filles, qui se marient respectivement en 1286 et 1291 : à l'évidence, elles sont plus âgées que Pierre. Selon la Vita Edwardi Secundi, une des sœurs de Pierre, Amie, est aux côtés de son frère lors du siège de Scarborough en mai 1312 – la fille illégitime de Gaveston portera d'ailleurs le nom de sa tante –, ce qui prouve les liens étroits qu'entretient Pierre avec elle. La date de naissance de Pierre est elle-même inconnue. Cependant, le roi Édouard Ier d'Angleterre l'ayant investi, à la demande de son fils le prince héritier Édouard de Carnarvon (le futur Édouard II), de la tutelle des domaines de Roger Mortimer de Wigmore en juillet 1304 après le décès de son père (alors que le jeune Roger a 17 ans et est encore mineur), Pierre doit au moins avoir 21 ans à cette date. Aussi doit-il être né au plus tard à l'été 1283, au plus tôt en 1281, étant qualifié de « coetanei » (contemporain) d'Édouard de Carnarvon, né lui-même en avril 1284.
Le grand-père paternel de Gaveston a pour nom Garsie ou Garcia. Son père Arnaud, mentionné pour la première fois en 1269, est un baron en vue du Béarn, par son mariage en 1272 avec Claramonde de Marsan, cohéritière avec son frère Fortaner de Lescun de leur père, grand propriétaire terrien, Arnaud-Guillaume de Marsan. La Gascogne est alors possession des rois d'Angleterre, ducs d'Aquitaine par héritage de la reine Aliénor, épouse du roi Henri II. Les ducs d'Aquitaine sont par conséquent vassaux des rois de France. Pierre Gaveston est-il alors Français ? Anglais ? Cette question n'a aucun sens : dans la pyramide médiévale, il est avant tout Gascon. C'est à travers les possessions de sa femme qu'Arnaud de Gabaston devient vassal du roi d'Angleterre. Son service auprès d'Édouard Ier s'étend sur une large période, depuis les guerres galloises de 1282–1283, auxquelles il participe avec un contingent non négligeable. Quelque temps avant le 4 février 1287, Claramonde meurt, et Arnaud de Gabaston doit le reste de sa vie lutter contre les prétentions de ses rivaux, familiaux ou voisins, sur l'héritage de son épouse. Cette situation le rend financièrement dépendant du roi Édouard, et l'attache continuellement à son service. Aussi est-il utilisé par deux fois comme otage par le roi : en 1288 auprès de la cour d'Aragon, puis en 1294 auprès du roi de France, d'où il parvient à s'échapper pour l'Angleterre en 1297. Après un retour en Gascogne, il revient servir Édouard Ier en 1300, lors des premières guerres écossaises. Gabaston meurt dans le courant de mai 1302.

### À la cour d'ÉdouardIer
Bien que, selon une chronique, Pierre aurait accompagné son père en Angleterre en 1297, la première mention fiable le concernant se rapporte à sa présence en Gascogne plus tard la même année, où il est au service d'Édouard Ier. En 1300, il fait voile vers l'Angleterre avec son père et son frère aîné, Arnaud-Guillaume. C'est à cette époque qu'il devient membre de la suite du jeune prince Édouard de Carnarvon : le roi semble apparemment impressionné par la conduite et l'habileté martiale de Gaveston lors des tournois, et il désire qu'il serve de modèle à son propre fils. Pierre est l'un des dix pueri in custodia, gardiens royaux et compagnons d'Édouard. Étant le seul à apparaître sans maître à ses côtés, il semble que Pierre est le plus âgé. En août 1303, Pierre est qualifié, à l'intérieur de la maison du prince de Galles, de « socius » (compagnon), et non de « scutifer » (écuyer) – apparemment a-t-il déjà trouvé la faveur de son prince. Le prince Édouard de Carnarvon (devenu prince de Galles en 1301) ne tarde pas à montrer la plus grande amitié pour Pierre Gaveston, réputé pour son esprit tout à la fois vif, mordant, et joyeux, mais aussi pour ses insolences. Édouard couvre son compagnon d'honneurs et de présents, allant jusqu'à déclarer publiquement qu'il aime Gaveston comme un frère. Dans le même temps, Gaveston devient proche de Roger Mortimer, à l'occasion de la tutelle qu'il exerce sur ses biens, sur ordre du roi – un honneur insigne qui, au vu de l'importance des propriétés de la famille Mortimer, aurait dû échoir à un seigneur de haute naissance, et qui en dit long sur la considération dont Gaveston jouit à la cour du roi Édouard Ier.
Mais Gaveston, quelles que soient ses qualités d'administrateur et de soldat, reste un noble de rang médiocre, dont le souverain n'attend pas qu'il prétende à une autre place. C'est pourquoi le roi commence à voir d'un mauvais œil la trop grande intimité qui se fait jour entre son fils et le jeune chevalier gascon. Le roi peut enfin prendre la mesure de cette amitié pour la première fois à l'été 1305. Sur l'avis du trésorier du royaume, Walter Langton (en), le roi ordonne la réduction du train de la maison du prince, qui touche deux proches amis du prince, Pierre Gaveston et Gilbert de Clare. Une brouille de plusieurs mois éclate entre le père et son fils. Le 4 août 1305, le prince de Galles écrit à sa sœur Élisabeth pour lui demander de persuader leur jeune belle-mère, Marguerite de France, d'intercéder auprès du roi. Dans le même temps, le jeune Édouard écrit également directement à la reine et se plaint dans sa lettre de la douleur d'être privé de ses amis. Il faut attendre plusieurs mois avant que le roi laisse retomber sa colère contre son fils, et accède à son désir. Le 26 mai 1306, quatre jours après que le prince Édouard et 266 autres nobles aient été adoubés par le roi lors d'une cérémonie grandiose tenue à Westminster, Gaveston est également adoubé et réintègre la retenue du prince de Galles.
Mais la dispute avec son héritier a alarmé Édouard Ier qui, désormais, se méfie de la violence des affections du prince. Les pensées du roi se révèlent fondées lorsque Gaveston, en compagnie de vingt-deux autres chevaliers, dont Roger Mortimer, déserte l'armée anglaise durant la campagne de l'été 1306 en Écosse, pour se rendre à un tournoi organisé en France. Furieux, le roi confisque les biens des déserteurs au motif de forfaiture et émet des ordres afin de faire procéder à leur arrestation. Gaveston et ses compagnons supplient le prince de Galles d'intervenir auprès du roi son père en leur faveur. De nouveau secondé par la reine Marguerite, le prince plaide la cause des jeunes chevaliers. Ceux-ci sont pardonnés et recouvrent leurs possessions en janvier 1307. Le roi semble alors bel et bien avoir pardonné les frasques de Gaveston. Toutefois, Édouard Ier apprend bientôt que le prince héritier et son ami ont prononcé un serment de frères d'armes, les engageant à toujours combattre ensemble, à se protéger mutuellement et à partager toutes leurs possessions. Pour un roi, cette action est inconcevable : non seulement il est monstrueux qu'un futur souverain soit lié par serment à un quelconque hobereau, dans l'incapacité d'être protégé de façon adéquate contre toute forme de complots, mais le serment engage aussi le jeune Édouard à partager le gouvernement du royaume avec Gaveston, ce qui est tout simplement inadmissible. La majesté royale est entamée. Le mécontentement du roi face à l'amitié de Gaveston et de son fils ne fait que croître. Le prince de Galles va alors commettre une erreur qui va précipiter la réaction royale.

### Premier exil
Déterminé à maintenir son serment, le prince de Galles a résolu d'élever Gaveston au titre de comte, en lui confiant la comté de Ponthieu, possession personnelle du prince pour laquelle il était vassal du roi de France. Selon Walter de Guisborough, le prince envoie au roi son père le très réticent trésorier Langton, qui vient annoncer la nouvelle à Édouard Ier, genoux à terre, en ces termes : « Mon seigneur roi, je suis envoyé ici par mon seigneur prince, votre fils – bien que, sur ma foi, à contrecœur – afin de chercher en son nom votre autorisation pour promouvoir le chevalier Piers Gaveston au rang de comte de Ponthieu. » Comme on s'en doute, le roi laisse éclater son mécontentement. Selon les dires, il se met à hurler sur Langton : « Qui es-tu qui oses demander une telle chose ? Sur ma foi, si ce n'était la crainte du Seigneur, et parce que tu as avoué que tu ne t'étais chargé de cette mission qu'à contrecœur, tu n'aurais pas échappé à mes mains ! » Le roi convoque le prince et lui ordonne d'expliquer par lui-même pourquoi il lui a envoyé Langton. Le prince répond qu'il demande la permission royale de gratifier Pierre Gaveston du comté de Ponthieu. En entendant ces mots, le roi est submergé par la rage : « Misérable fils de pute ! Tu veux distribuer des terres maintenant, toi qui n'en as jamais conquis aucune ! Sur ma foi, sans la crainte de ruiner le royaume, jamais je ne te laisserais jouir de ton héritage ! » Tout en parlant, le roi saisit son fils par les cheveux, dont il arrache des poignées entières, et le jette au sol, où il le bat tant et plus, jusqu'à épuisement. Bien que le témoignage de Guisborough puisse être sujet à caution, il révèle cependant l'exaspération générale autour de Pierre Gaveston,.
Le roi convoque alors les seigneurs au Parlement à Carlisle et, le 26 février 1307, exile Gaveston du royaume, à dater du 30 avril. Cela paraît davantage à tout le monde comme une punition infligée au prince et à sa démesure plutôt qu'à Gaveston lui-même : la preuve que la conduite de Gaveston a été irréprochable en cette affaire est que, même banni, le roi Édouard lui accorde une confortable pension annuelle de 100 marcs pour pourvoir à ses besoins dès qu'il sera hors du royaume et ce, jusqu'à ce qu'on le rappelle. Le roi oblige également le prince et son ami à faire serment de ne jamais tenter de se revoir sans sa permission. Le roi Édouard s'inquiète-t-il de la proximité du chevalier et du prince ? Si tel est le cas, il s'agit davantage pour l'influence et les effets de Gaveston que pour des raisons d'ordre affectif. Le Moyen Âge ne condamne en rien les démonstrations d'affection, parfois proches de l'amour, entre deux hommes ou deux femmes. Ne sont stigmatisées que les pratiques sexuelles interdites par l'Église, et qui peuvent concerner aussi bien un homme et une femme, que deux hommes, ou deux femmes. Le roi Édouard semble avoir plutôt craint l'intempérance de son fils que l'objet de ses affections. Peu après la prononciation de la sentence, le prince Édouard accompagne Pierre à Douvres, et le couvre de présents et d'argent avant son départ : une importante somme de 260 £, cinq chevaux, pas moins de seize tapisseries, et deux tuniques molletonnées. Plus tard, Édouard de Carnarvon lui envoie encore deux équipements de joute, dont l'un de velours vert enrichi de perles, d'or et passepoilé d'argent.

### Premier rappel et début du règne d'Édouard II
Édouard Ier meurt le 7 juillet 1307, près de Carlisle. Selon une chronique, il a auparavant demandé à quelques-uns de ses plus fidèles serviteurs, dont les comtes de Lincoln et de Warwick et le futur comte de Pembroke, de prendre soin de son fils, et plus particulièrement d'empêcher le retour de Pierre Gaveston. Le prince de Galles, qui se trouve à Londres, ou proche de la ville, apprend la mort de son père le 11. L'une de ses premières décisions en tant que souverain est de rappeler Gaveston en Angleterre, qu'il retrouve au début du mois d'août. Le 6 août suivant, Édouard II fait Gaveston comte de Cornouailles,,, le fiance à sa nièce Marguerite de Clare,, et le gratifie d'un des plus hauts revenus d'Angleterre – environ 4 000 £ annuelles,. Les possessions qu'acquiert Pierre comprennent, outre les Cornouailles, une partie du Devon, des territoires du Berkshire et de l'Oxfordshire concentrés autour de Wallingford, l'est du Lincolnshire, et enfin Knaresborough dans le Yorkshire. Bien que très certainement blessée dans l'orgueil de ses fonctions et de son identité, la haute noblesse du pays ne semble alors pas avoir ouvertement objecté à cet affront. Le mariage de Pierre Gaveston, désormais comte de Cornouailles, et de Marguerite de Clare, se déroule le 2 novembre 1307 à Berkhamsted, le manoir de la reine douairière Marguerite, peu après l'enterrement du vieux roi. Il prête l'occasion à de multiples fêtes et chasses, qui se poursuivent à Kings Langley dans le Hertfordshire, et à un tournoi donné en l'honneur de Gaveston le 2 décembre au château de Wallingford – dont le roi fait présent à son favori – mais aussi à des désagréments pour plus d'un vieux seigneur présent : les jeunes et talentueux chevaliers de Gaveston gagnent aisément contre les chevaliers plus âgés, combattant au service des comtes de Surrey, de Hereford et d'Arundel. Cette humiliation provoque une forte inimitié entre les deux partis en présence, particulièrement entre Surrey et Gaveston.

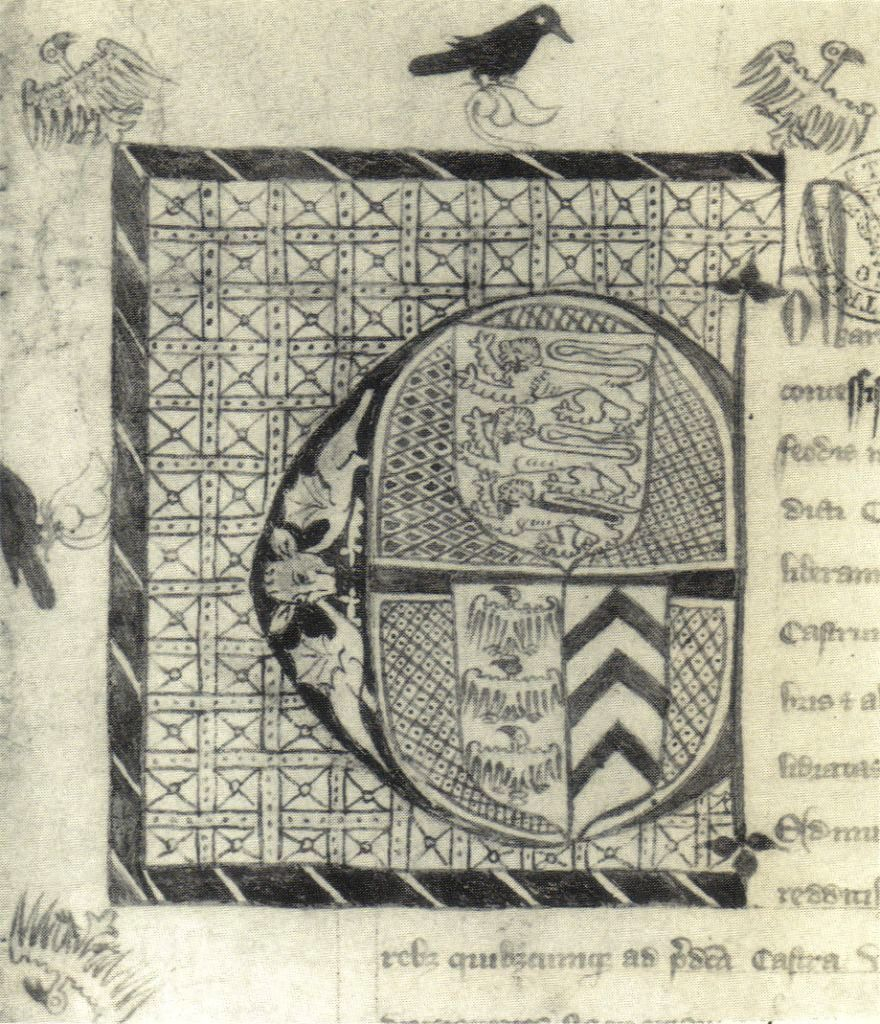
Lettrine de la charte accordant à Gaveston la comté de Cornouailles, présentant les armes d'Angleterre en haut, et l'écu parti des armes de Gaveston et des Clare au-dessous.

Pierre et Édouard, maintenant âgés de 23 ans, passent le premier Noël du règne ensemble dans le Kent, près de Wye, au manoir de l'abbaye de Battle. En janvier 1308, Édouard II quitte l'Angleterre pour épouser Isabelle de France, tout juste âgée de 12 ans. Il nomme Gaveston régent du royaume, au grand dam de la noblesse qui s'attendait à ce qu'Édouard désignât soit un prince de sang royal, soit un haut seigneur d'expérience, pour pourvoir à ce poste durant son absence. Aussi surprenant que cela puisse paraître, il ne semble pas que Pierre ait fait quoi que ce soit qui ait prêté à controverse durant l'exercice de ses fonctions – exception faite de la génuflexion qu'il a imposée aux comtes demeurés en Angleterre. Son biographe Hamilton en déduit que, sans la présence de la majesté royale à ses côtés, Pierre ne se sent pas si à l'aise. En nommant son favori, Édouard a témoigné sa confiance en ce dernier, mais le procédé a encore accru l'impopularité de son ami. En effet, alors qu'il vient tout juste d'épouser Isabelle à Boulogne, Édouard reçoit de la part des comtes de Lincoln, de Hereford, de Surrey et de Pembroke un document, connu sous le nom d'agrément de Boulogne, qui rassemble les griefs des barons d'Angleterre envers les abus de certains membres de la cour – implicitement Pierre Gaveston,.
Le couple royal de retour en Angleterre, Gaveston ne tarde pas non plus à s'attirer le ressentiment de la nouvelle reine. Lui et le roi ont peut-être aussi une relation d'ordre sexuel, mais c'est surtout l'attention et le temps qu'accorde le roi à son favori, ainsi que sa préférence marquée pour le comte de Cornouailles, que l'on regarde comme causes premières de la discorde qui se fait rapidement jour à l'intérieur du couple royal. Il faut ajouter à cela le comportement, choquant pour ses contemporains, que Gaveston adopte lors du couronnement des souverains en l'abbaye de Westminster, le 25 février 1308. Tous les comtes d'Angleterre ont revêtu pour l'occasion le vêtement de toile d'or, comme ils en ont le droit en présence du roi. Seul Pierre apparaît vêtu de la pourpre royale, enrichie de perles. Au grand déplaisir de l'assistance, et de la reine, Pierre prend la place la plus importante dans la procession en route vers l'abbaye, juste en face d'Édouard et d'Isabelle eux-mêmes. Il porte la couronne de Saint-André, et attache l'un des éperons du roi – deux actes hautement symboliques et significatifs de la place occupée par Gaveston auprès d'Édouard. Lors du banquet qui suit, Édouard II offense chacun en ignorant son épouse et sa famille, mais aussi en attirant toute l'attention sur son favori, à qui il a confié l'organisation du banquet, qui se révèle un échec complet : la nourriture n'est servie qu'à la nuit tombée, mal cuite et mal présentée. De plus, Édouard a commandé pour l'occasion des tapisseries de cinq livres, à ses armes et à celles de Pierre – mais pas à celles d'Isabelle. Si le but d'Édouard est d'insulter sa femme en particulier, et les Français en général, il y parvient parfaitement, et publiquement. Enfin, on découvre que le roi a fait don à Gaveston des bijoux et joyaux qu'il a reçus à l'occasion de son mariage avec la princesse française.

### Lieutenance en Irlande et retour
Le trouble provoqué par Gaveston lors du mariage royal a pour conséquence directe le bannissement du favori. L'offense du couronnement est trop grande et les hauts seigneurs ne supportent plus le comte de Cornouailles. Constatant que son beau-père le roi de France Philippe IV le Bel, offensé par le traitement accordé à sa fille, soutient également la cause des barons, Édouard doit accepter d'ordonner le départ de son ami, le 18 mai 1308,. Gaveston n'est pas immédiatement exilé : un délai lui laisse jusqu'au 25 juin pour quitter le royaume mais le favori doit faire face à la menace d'une excommunication de la part de l'archevêque de Cantorbéry Robert Winchelsey s'il ose remettre les pieds en Angleterre. Édouard profite de l'intervalle de temps entre la prononciation de la sentence et le départ effectif de son ami pour lui accorder des compensations financières et politiques : en échange de la perte du comté de Cornouailles exigée par les barons, Gaveston reçoit des terres en Gascogne équivalant à une rente annuelle de 3 000 marcs et est nommé lieutenant du roi d'Angleterre en
Irlande, au grand dam de ses ennemis qui ont réellement espéré le voir quitter l'Angleterre disgracié.
Cette nomination en Irlande suit la renonciation à la charge de lieutenant de Richard de Bourg, comte d'Ulster, prouvant qu'il s'agit bel et bien d'une mesure improvisée par le roi. Les prérogatives que reçoit Gaveston sont bien plus larges que celles de son prédécesseur, puisqu'il peut utiliser l'ensemble des pouvoirs régaliens pour nommer et démettre n'importe quel officier royal. La lieutenance de Gaveston en Irlande consiste surtout à y maintenir l'ordre, cette contrée est en effet sujette au début du XIVe siècle à des phases de rébellion face à la couronne d'Angleterre. En cette capacité, Gaveston réussit à renforcer la mainmise anglaise sur l'Irlande, tuant ou mettant en déroute les insurgés locaux. Il fortifie Newcastle McKynegan (en) et Castle Kevin, puis reconstruit la route entre Castle Kevin et Glendalough, ce qui permet de pacifier le pays jusqu'aux montagnes de Wicklow, à l'est de Dublin. Dans le domaine de l'administration, il a moins été impliqué. Le litige le plus important auquel il a été confronté concerne un différend sur le murage – un péage sur les murs de la ville – entre les citoyens de Dublin. Pendant la lieutenance, toutefois, il n'y a aucune preuve que Gaveston ait exploité sa position pour son propre avantage et il ne semble avoir rien fait pour s'aliéner l'élite locale. Contrairement en Angleterre, Gaveston peut jouir en Irlande de considération, pouvoir et dignité. Il se peut toutefois que ce soit en Irlande que Gaveston est entré en conflit avec son ancien ami, le baron Roger Mortimer de Wigmore, qui s'y trouve à la même période.
Parallèlement, Édouard arrange le retour de Gaveston, qu'il a commencé à négocier avant même le départ de son favori. En distribuant son patronage et en faisant des concessions politiques à ses adversaires, il réussit à gagner à sa cause plusieurs comtes qui lui étaient auparavant hostiles. Le comte de Lincoln, leader de la fronde baronniale au vu de son âge et de sa puissance, se réconcilie avec le roi à la fin de l'été 1308. Même Warwick, un des plus ardents ennemis de Gaveston, est progressivement affaibli. Étonnamment, Thomas Plantagenêt, 2e comte de Lancastre et cousin germain du roi, semble être l'un des seuls à s'être opposés aux manœuvres d'Édouard, alors qu'il n'avait pas été l'un des barons ayant poussé au second exil de Gaveston. Quoi qu'il en soit, le pape Clément V constate avec satisfaction que les tensions entre le roi et ses magnats sont désormais résolues et lève le 25 avril 1309 l'interdit envers Gaveston. Après de nombreuses tractations, Édouard parvient à faire revenir le favori en Angleterre, et Gaveston quitte l'Irlande le 23 juin. Il fait route vers Stamford via Tintagel, qu'il atteint dès le 27 du même mois, et assiste à l'officialisation des concessions du roi lors du Parlement de Stamford en juillet. Le soi-disant statut de Stamford est basé sur un document similaire auquel Édouard Ier avait consenti en 1300, appelé Articuli super Cartas et inspiré de la Magna Carta.

### Campagne d'Écosse, Ordonnances et dernier exil
Gaveston est restauré en son comté de Cornouailles le 5 août 1309. Malheureusement, Pierre n'a dans l'intervalle appris ni le tact, ni l'importance de se concilier les puissants comtes d'Angleterre. Le nombre de ses ennemis ne cesse de gonfler : ainsi, même le modéré comte de Pembroke, que Gaveston offense gravement en le désignant sous le nom de « Joseph le juif », devient désormais hostile au favori. C'est en effet à cette époque que datent les surnoms insultants dont Pierre affuble les grands de la cour : le comte de Warwick est « le chien noir des Ardennes » ; le comte de Lancastre « le péquenot » ; le comte de Lincoln « Monsieur Panse-Crevée » ; et le propre beau-frère de Pierre, le comte de Gloucester, « le coucou » ou, plus cruellement, « le fils de pute »,. Les divers chroniqueurs ne s'entendent pas sur l'exactitude de chaque surnom. L'insulte est trop grande pour un prince d'aussi haut rang que le comte de Lancastre, plus puissant seigneur du pays après le souverain. Une dernière maladresse de Gaveston fait de lui son pire ennemi : Gaveston persuade le roi de démettre de ses fonctions un domestique appartenant à la maison de Lancastre. Le climat politique devient si odieux qu'en février 1310, certains comtes refusent de se présenter au Parlement tant que Gaveston y est présent. Gaveston est renvoyé et, lorsque le Parlement se réunit, les barons mécontents présentent une liste de griefs qu'ils souhaitent être traités. Le 16 mars, le roi est contraint de nommer une commission chargée de réformer la maison royale. Les Seigneurs Ordonnateurs comprennent huit comtes, sept évêques et six barons. Parmi les comtes se trouvent des partisans du roi, comme les comtes de Gloucester et de Richmond, ainsi que des opposants puissants, tels Lancastre et Warwick.
Pendant que les Ordonnateurs préparent leur programme de réforme, Édouard décide d'aborder un important sujet de mécontentement : la situation en Écosse. Édouard II a, presque tout de suite après son accession au trône, abandonné les campagnes incessantes de son père contre le voisin écossais. Par conséquent, Robert Bruce a pu reprendre l'initiative militaire, reconquérir les territoires perdus et mettre sur pied des raids destructeurs dans le nord de l'Angleterre. Pour couronner le tout, Édouard continue à lever des impôts extraordinaires, destinés aux guerres d'Écosse, mais sans aucun résultat visible. Si le roi peut se prévaloir de victoires contre les Écossais, il pourra affronter plus confortablement le mécontentement des Ordonnateurs. Aussi Édouard réunit-il, en juin 1310, les feudataires en vue d'une nouvelle campagne militaire mais beaucoup refusent de le suivre, sous prétexte du travail qu'ils ont à accomplir au Parlement. Quand le roi part pour l'Écosse en septembre, seuls Gloucester, Surrey et Gaveston l'accompagnent. La campagne se révèle frustrante pour Édouard, puisqu'il ne parvient pas à pousser Robert Bruce à l'affrontement, ou même à des négociations. En février 1311, Gaveston est envoyé avec une armée au nord, depuis Roxburgh jusqu'à Perth, mais il échoue dans sa traque contre l'armée écossaise.
Tandis que l'armée royale est au nord, Édouard reçoit la nouvelle de la mort du comte de Lincoln, survenue le 5 février 1311. Cela signifie la perte d'une personnalité modératrice parmi les barons du pays, alors que Thomas de Lancastre – gendre et héritier de Lincoln – apparait de plus en plus comme le nouveau chef de file des mécontents. De plus en plus acculé, Édouard doit se résoudre à réunir un nouveau Parlement. À la fin de juillet, il nomme Gaveston lieutenant d'Écosse, et part pour Londres. Bruce échappe toujours aux Anglais, parvenant même à conduire un raid victorieux début août dans le nord de l'Angleterre. Peu après, Gaveston part pour le château de Bamburgh dans le Northumberland. Quand le Parlement se réunit le 16 août, on présente au roi un ensemble de réformes de la maison royale, ainsi qu'une demande pour le renouvellement de l'exil de Pierre Gaveston. Édouard tente de négocier l'acceptation des réformes contre le maintien de Gaveston, mais l'opposition, menée par le cousin du roi, refuse. Édouard est contraint d'exiler Gaveston face au risque d'un conflit armé qui désormais se profile. Les Ordonnances sont finalement publiées le 27 septembre. Le 3 novembre, deux jours après la date butoir, Gaveston quitte l'Angleterre. Pierre Gaveston se retrouve donc contraint à l'exil une troisième fois. On ne sait pas où Gaveston trouve refuge : les conditions de son bannissement excluent toute possession de la couronne anglaise – et donc l'Aquitaine et l'Irlande. Il est très probable qu'il soit venu en France mais, considérant les sentiments du roi de France à son égard, il n'a pas dû y rester longtemps. Les Flandres ont dû l'accueillir le plus longtemps.

### Retour en Angleterre et exécution

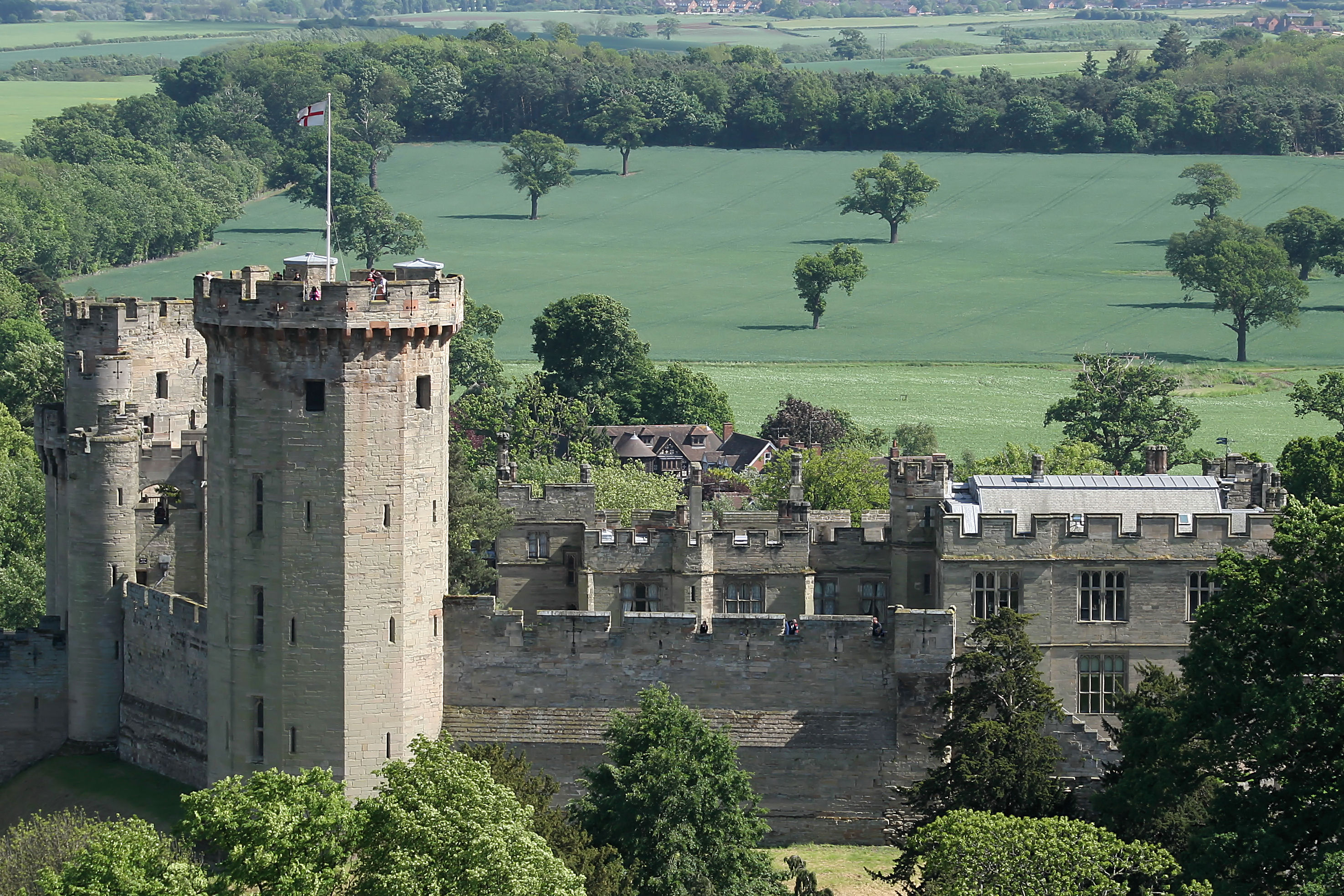
Vue du château de Warwick depuis l'église Sainte-Marie.

Mais cette fois-ci, son absence dure encore moins longtemps que son deuxième exil, puisqu'il est de retour dès la Noël 1311, moins de deux mois après son départ. Gaveston rejoint le roi au début de l'année 1312, probablement au château de Knaresborough le 13 janvier. La raison de ce retour si rapide peut avoir été la naissance de sa fille Jeanne. Après le baptême de l'enfant, Édouard donne une coûteuse réception : la reine Isabelle rejoint son époux, et le futur Édouard III est conçu à cette occasion. Le 18 janvier, Édouard déclare illégal le jugement contre Gaveston, et le restaure dans toutes ses possessions. Ayant constaté que Gaveston est revenu, sinon de son propre chef, du moins soutenu par le roi et contre l'avis des pairs du royaume, le comte Thomas de Lancastre lève bientôt une armée contre Gaveston et son cousin le roi. En mars, Gaveston commence à fortifier le château de Scarborough, où il s'est réfugié. Au même moment, l'archevêque Winchelsey prononce son excommunication à la cathédrale Saint-Paul de Londres. Peu après, les Ordonnateurs divisent le royaume en plusieurs zones de défense et chargent les comtes de Pembroke et de Surrey de capturer Gaveston.

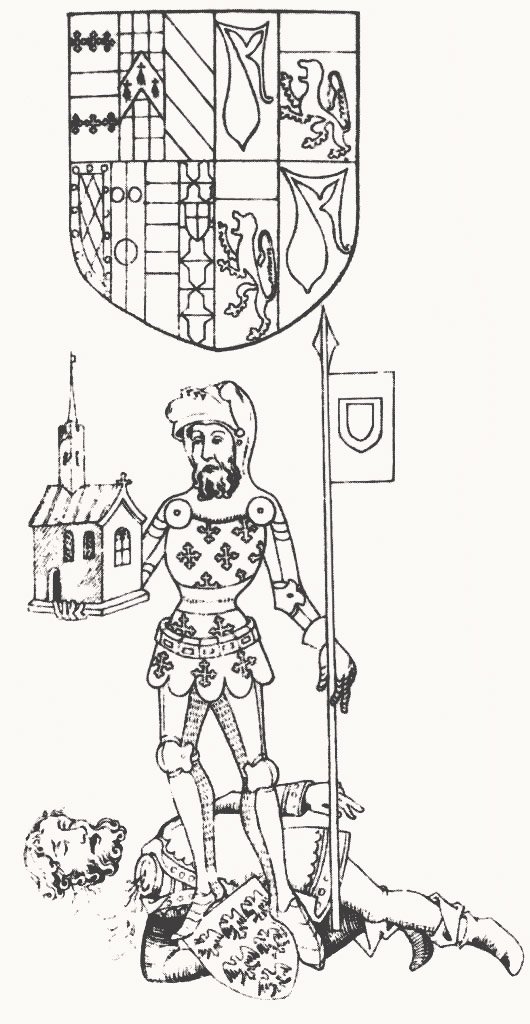
Pierre Gaveston gisant mort aux pieds de Guy de Beauchamp, 10e comte de Warwick. Dessin du XVe siècle.

Le 4 mai, en compagnie des barons de Percy et de Clifford, Lancastre attaque Newcastle, où Édouard et son favori se sont retranchés. Les deux hommes doivent s'enfuir vers Scarborough, abandonnant dans la précipitation de leur départ argent et soldats, dont le comte de Lancastre s'empare,,. Édouard poursuit alors vers York, afin de lever une armée, laissant Gaveston seul à Scarborough. Lancastre met aussitôt son armée en marche pour menacer Gaveston et le couper du roi. Bientôt assiégé et craignant pour sa vie s'il vient à être pris par Lancastre, Gaveston doit se rendre le 19 mai aux comtes de Pembroke et de Surrey, accompagnés des barons de Percy et de Clifford. Pembroke jure sur ses terres et titres de le protéger. Selon les termes de sa reddition, Gaveston doit être emmené par Pembroke, Surrey et Percy à York, où les Ordonnateurs négocieront à son sujet avec le roi. Si aucun compromis n'est trouvé avant le 1er août, Gaveston sera renvoyé à Scarborough. Après une brève rencontre avec le roi à York, le comte de Cornouailles est emmené vers le sud du royaume sous la protection de Pembroke.
Le 9 juin, Pembroke laisse Gaveston au prieuré de Deddington, dans l'Oxfordshire, pendant qu'il part rendre visite à son épouse. Lorsque le comte de Warwick est informé que Gaveston a été laissé seul sans grande escorte, il chevauche avec son armée vers lui et le capture le lendemain. Warwick conduit son captif en son château de Warwick où il le retient quelques jours avant que les comtes de Lancastre, de Hereford et d'Arundel le rejoignent. Le comte de Pembroke, qui a engagé son honneur pour protéger le favori, est mortifié par l'annonce de sa capture et essaie de lever une armée pour le libérer. Il envoie plusieurs lettres au comte de Gloucester ainsi qu'à l'université d'Oxford pour obtenir leur aide, mais ses efforts sont infructueux,,. Entretemps, les Ordonnateurs présents à Warwick se prononcent le 18 juin sur le sort de Gaveston : « Tant qu'il vivra, il n'existera aucun endroit sûr dans le royaume d'Angleterre. » Pierre est ainsi condamné à mort pour avoir violé les Ordonnances. Le lendemain, il est mené à Blacklow Hill par les comtes de Lancastre, de Hereford et d'Arundel,, où il est laissé à la merci de deux Gallois : ceux-ci le percent au cœur de leurs épées puis le décapitent. Les Ordonnateurs ont cependant fait l'honneur au favori de mourir décapité comme un noble, en raison de sa parenté avec le comte de Gloucester, qui est son beau-frère.

## Postérité

### Conséquences de la mort de Gaveston

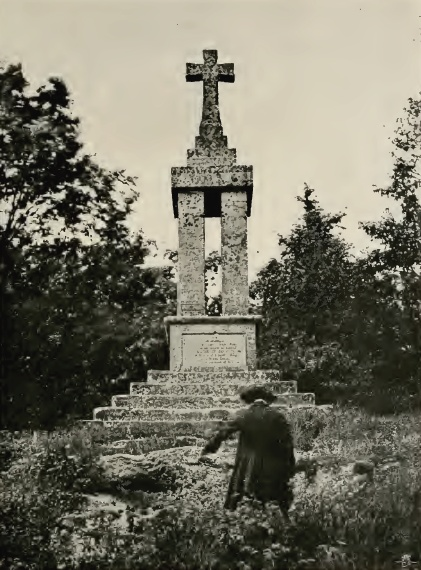
Le monument de 1823 en mémoire de Gaveston, sur la colline de Blacklow.

La douleur d'Édouard II à l'annonce de la mort de Gaveston est immense. Plus tard, elle laisse place à une froide colère, et à une volonté inflexible de détruire ceux qui l'ont privé de son favori. Selon la chronique Vita Edwardi Secundi, le roi aurait juré de venger son ami. Les circonstances l'empêchent cependant de toute action immédiate contre les exécuteurs. La décision précipitée de faire exécuter le favori sème la discorde au sein du camp des Ordonnateurs : le comte de Pembroke ne pardonne pas à Lancastre de l'avoir humilié aux yeux du roi et devient par la suite un partisan inflexible de la réaction royale. Grâce à la médiation du comte de Gloucester, les barons responsables de la mort de Pierre Gaveston sont pardonnés par le roi le 14 octobre 1313. Les biens saisis lors de la prise de Newcastle sont restitués au roi, bien qu'à contrecœur. Les années qui suivent l'exécution de Gaveston sont marquées par d'ardentes tensions entre Édouard et Thomas de Lancastre, qui se querellent principalement au sujet du maintien des Ordonnances. La rivalité entre les deux hommes ne prend fin qu'en 1322, lorsque Lancastre est capturé lors de la bataille de Boroughbridge après une rébellion avortée et est exécuté pour haute trahison.
Après sa mort, le cadavre de Gaveston est laissé simplement sur le lieu d'exécution. Un chroniqueur affirme que quatre cordonniers auraient rapporté le corps au comte de Warwick, qui aurait refusé de l'accepter et exigé qu'il soit déplacé en dehors de sa juridiction. Plus tard, les restes de Gaveston sont conduits auprès des Dominicains d'Oxford,, qui en recousent la tête avant de l'embaumer. Édouard II n'a par la suite jamais oublié la mémoire de son ami. Il fait tout ce qui est en son pouvoir pour lever l'excommunication sur Pierre, qui empêche toutes funérailles en terre consacrée. Même après la levée de la sentence par le pape à la suite du décès de Winchelsey en mai 1313, Édouard a le plus grand mal à se séparer du corps heureusement embaumé, qu'il faut finalement lui arracher de force. Ce n'est que trois ans après la mort de Gaveston, le 2 janvier 1315, que le roi peut enfin faire enterrer son ami au prieuré de Langley, qu'Édouard a fondé en 1308. Les funérailles sont très coûteuses, et l'occasion pour Édouard d'une intense émotion. Il paie 300 £ pour trois vêtements d'or, afin d'en habiller le corps de Pierre, et passe commande de 23 barils de vin.
Plus tard, Édouard dote Langley de 500 marcs annuels et reste très préoccupé par le repos éternel de son ami. Entre octobre 1315 et octobre 1316, il commande à chaque établissement augustinien d'Angleterre et d'Irlande de célébrer une messe quotidienne pour le repos de l'âme de Pierre Gaveston. En 1319, il acquiert une étoffe turque qu'il fait placer sur la tombe de Pierre, avant de la faire remplacer par un tissu de fil d'or. En 1324, il envoie son propre confesseur à Langley pour marquer l'anniversaire de la mort de Pierre et l'année suivante, il missionne un homme pour qu'il remette à chaque frère 100 shillings, afin qu'ils se souviennent de Pierre dans leurs prières. En 1326 enfin, dernière année de son règne, Édouard paie encore plusieurs clercs de plusieurs maisons religieuses afin qu'ils prient pour l'âme de son ami. Une croix avec une inscription est érigée en 1823 à Blacklow Hill par le châtelain local Bertie Greathead pour commémorer le lieu de la mort du célèbre favori du roi Édouard,. Édouard II accorde sa protection à la veuve de Gaveston et à leur fille Jeanne. Marguerite de Clare se remarie en 1317 avec Hugh Audley – nouveau favori royal et plus tard comte de Gloucester. Le roi promet à Marguerite de marier dignement sa fille Jeanne mais celle-ci meurt prématurément en 1325, à l'âge de treize ans. Quant à Amie, la fille illégitime de Pierre, elle devient plus tard suivante de la reine Philippa de Hainaut, l'épouse d'Édouard III, puis épouse John Driby, un yeoman au service de la famille royale.

### Questions de la sexualité de Gaveston
Les témoignages sur les liens unissant Gaveston au roi d'Angleterre sont difficiles à interpréter aujourd'hui. Les Annales Paulini disent qu'Édouard aimait Gaveston « au-delà de toute mesure », et la Chronique de Lanercost que l'intimité entre les deux hommes était « excessive ». La Chronique de Melsa affirme qu'Édouard « se plaisait particulièrement au vice de sodomie », sans pour autant faire référence explicite à Gaveston. Quant à l'auteur de la Vita Edwardi Secundi, il considère que Gaveston a ensorcelé le roi et commente ainsi leur relation : « Je ne me rappelle pas avoir entendu dire qu'un homme en aimât autant un autre. Jonathan chérit David ; Achille aima Patrocle. Mais nous ne lisons pas qu'ils furent immodérés. Notre roi, lui, fut incapable de faveur modérée, et pour Piers, s'oubliait lui-même ; et ainsi disait-on de Piers qu'il était sorcier ». La représentation d'un Gaveston « homosexuel » s'est poursuivie aussi bien dans la pièce Édouard II du dramaturge Christopher Marlowe au début des années 1590 que dans son adaptation en 1924 par Brecht et Lion Feuchtwanger. Les historiens contemporains sont pourtant divisés sur le sujet. Thomas Tout rejette l'idée en 1914. D'un autre côté, J. S. Hamilton, qui a composé une biographie de Gaveston en 1988, écrit qu'« il n'y a pas de doute que le roi et son favori fussent amants ». Quelques années plus tard, Pierre Chaplais se montre plus réservé. Il s'appuie aussi bien sur le fait qu'Édouard a eu quatre enfants de son épouse — et même un fils illégitime, Adam FitzRoy — que sur le silence relatif des commentateurs du XIVe siècle sur le sujet. De plus, selon lui, il serait difficile de croire que le roi Philippe le Bel eût autorisé le mariage de sa fille avec Édouard si ce dernier avait été connu pour des pratiques sexuelles réprouvées. Mais dans tous les cas, il faut se rappeler qu'user du mot homosexuel en traitant d'une époque où ce même mot n'existait pas conduit à une lecture anachronique, comme le souligne notamment Mark Ormrod. Selon lui, d'ailleurs, il serait plus intéressant de s'intéresser aux motivations derrière l'argument de la sexualité dans les attaques dirigées contre le roi et Gaveston par leurs contemporains.
Si Gaveston et le roi ont été amants, reste posée la question des conséquences sur leur vie et leur chute respective. John Boswell, dans son Christianity, Social Tolerance, and Homosexuality, qualifie Gaveston d'« amant d'Édouard », et écrit qu'il y a peu de doute que l'épouse d'Édouard et les barons d'Angleterre aient été « violemment hostiles aux tendances sexuelles d'Édouard, bien qu'il eût rempli ses obligations royales en engendrant quatre enfants avec Isabelle ». Boswell avance qu'Édouard et Gaveston sont tombés victimes d'une évolution des mentalités au sein des pouvoirs séculiers en Europe occidentale, qui fait suite au procès des Templiers à partir de 1307. Cette interprétation est mise en doute par Hamilton. « Le favori fut tué à cause de sa mainmise sur les grâces royales », écrit-il, « pas à cause de son accès à la chambre du souverain ». Le même point de vue se retrouve chez Roy Martin Haines (en), dans sa biographie du roi en 2003. Mais ce qui a choqué les contemporains est avant tout l'ascension fulgurante d'un homme qui, de petite noblesse, n'a jamais fait ses preuves, et dont la faveur, incontrôlée, a ébranlé les bases de la société de cour. Édouard eût-il patiemment, année après année, bâti la fortune de son ami ; Pierre eût-il fait profil bas, réglé sa conduite selon l'humilité, la gratitude et évité de blesser les hauts seigneurs par son insolence ; leur destin eût certainement été différent. L'histoire d'Édouard II et de son ami Pierre Gaveston est exemplaire en ce qu'elle met en jeu ce qui est à la base même de la tragédie grecque : l'hubris ou la démesure. La sexualité n'y a en fait joué qu'un rôle secondaire et, presque, rétrospectif : il ne s'agit que d'un argument supplémentaire pour justifier a posteriori la chute d'un roi.

### Approches historiques

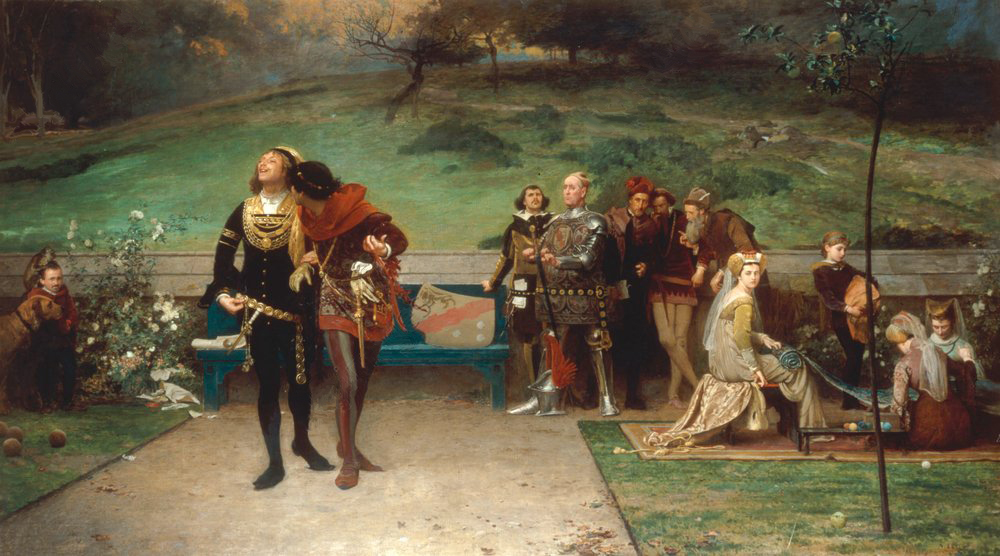
Edward II. and his Favourite, Marcus Stone, 1872.

Les contemporains ou proches de cette époque se montrent généralement négatifs à l'égard de Gaveston, l'accusant de nombreux troubles : assèchement du trésor, orchestration de l'arrestation du trésorier Walter Langton, favoritisme au profit d'étrangers dont il remplit la cour. Selon la Chronique de Lanercost, « on ne trouvait personne qui eût un mot favorable à l'égard du roi ou de Piers. » Cependant, aucun chroniqueur ne nie que Gaveston eût des qualités. Les chroniqueurs irlandais reconnaissent tant son habileté militaire qu'administrative durant son séjour. De la même façon, Geoffrey le Baker le définit comme « gracieux et agile de son corps, l'esprit aiguisé, raffiné dans ses manières, [et] suffisamment bien versé dans les affaires militaires. » Cependant, Marlowe s'attache uniquement aux aspects négatifs de Gaveston dans sa pièce Édouard II, dressant – selon Hamilton – le portrait d'un « sycophante homosexuel avec une tendance marquée pour l'avarice, le népotisme et d'une fierté démesurée. » Cette impression est demeurée longtemps dans l'imagination populaire. Les siècles suivants, Pierre a été élevé en modèle à l'adresse des favoris royaux, ce qui ne fait qu'obscurcir la réalité de sa personnalité, au profit du symbole.
Les premiers historiens modernes qui se sont penchés sur le règne d'Édouard II – William Stubbs, Thomas Frederick Tout et James Conway Davies (en) – ont ajouté peu à la compréhension de Gaveston. Généralement en accord avec les chroniques, ils accordent peu d'importance au comte de Cornouailles à l'intérieur de leur champ de recherches, l'histoire constitutionnelle. Les historiens postérieurs s'intéressent davantage aux personnes. À partir des années 1970, le sujet d'étude devient les relations personnelles entre les feudataires et la couronne, et l'attribution des grâces royales. C'est à cette école de pensée qu'appartient Hamilton pour qui l'animosité des barons envers Gaveston réside dans l'accaparement de ces grâces. Chaplais, lui, utilise une autre approche : selon lui, Édouard était plus ou moins indifférent au pouvoir, et en a délégué largement l'exercice à Gaveston. Au lieu d'une relation homosexuelle, il suggère que le lien entre les deux hommes a relevé d'une fraternité d'adoption. On retrouve déjà ce concept à l'intérieur de la Bible, dans l'interprétation traditionnelle et platonique de l'amitié unissant David et Jonathan, mais aussi au Moyen Âge, dans l'histoire de Roland et du paladin Olivier. Dans la culture populaire moderne, Gaveston a été représenté sous diverses formes : en 1991, dans le film de Derek Jarman Edward II, basé sur la pièce de Marlowe, Édouard et Gaveston apparaissent comme victimes d'homophobie et de préjugés. Dans le film de 1995 Braveheart, au contraire, Gaveston – sous le personnage de Phillip – est caricaturé comme un efféminé arrogant. Le personnage de Gaveston joue un rôle secondaire mais important dans The Bastard Executioner, où on retrouve quelques faits historiques dont l'auteur s'est apparemment inspiré. Il existe aussi un club de restauration à l'Université d'Oxford appelé Piers Gaveston Society (en), fondé en 1977.

### Citations originales
1. ↑  « Si nous avions ces deux-là [Pierre Gaveston et Gilbert de Clare], en plus des autres que nous avons, nous serions très soulagé de l'angoisse que nous avons endurée, et que nous souffrons encore de jour en jour. »